# Port Washington (Wisconsin)
Port Washington es una ciudad ubicada en el condado de Ozaukee en el estado estadounidense de Wisconsin. En el Censo de 2010 tenía una población de 11.250 habitantes y una densidad poblacional de 613,94 personas por km².

## Geografía
Port Washington se encuentra ubicada en las coordenadas 43°23′3″N 87°52′51″O / 43.38417, -87.88083. Según la Oficina del Censo de los Estados Unidos, Port Washington tiene una superficie total de 18.32 km², de la cual 15.06 km² corresponden a tierra firme y (17.8%) 3.26 km² es agua.

## Demografía
Según el censo de 2010, había 11.250 personas residiendo en Port Washington. La densidad de población era de 613,94 hab./km². De los 11.250 habitantes, Port Washington estaba compuesto por el 95.02% blancos, el 1.61% eran afroamericanos, el 0.41% eran amerindios, el 0.75% eran asiáticos, el 0.02% eran isleños del Pacífico, el 0.76% eran de otras razas y el 1.44% pertenecían a dos o más razas. Del total de la población el 3.08% eran hispanos o latinos de cualquier raza.

## En la cultura popular
En esta ciudad se desarrolla la trama de la popular serie de televisión de los años noventa Step by step.